# (10476) Los Molinos
(10476) Los Molinos est un astéroïde de la ceinture principale.

## Description
(10476) Los Molinos est un astéroïde de la ceinture principale. Il fut découvert le 2 mars 1981 à l'Observatoire de Siding Spring par Schelte J. Bus. Il présente une orbite caractérisée par un demi-grand axe de 2,32 UA, une excentricité de 0,26 et une inclinaison de 9,4° par rapport à l'écliptique.